# Teluk Kemiri
Teluk Kemiri is een bestuurslaag in het regentschap Aceh Tamiang van de provincie Atjeh, Indonesië. Teluk Kemiri telt 275 inwoners (volkstelling 2010).